# Haberdashers' Aske's Boys' School

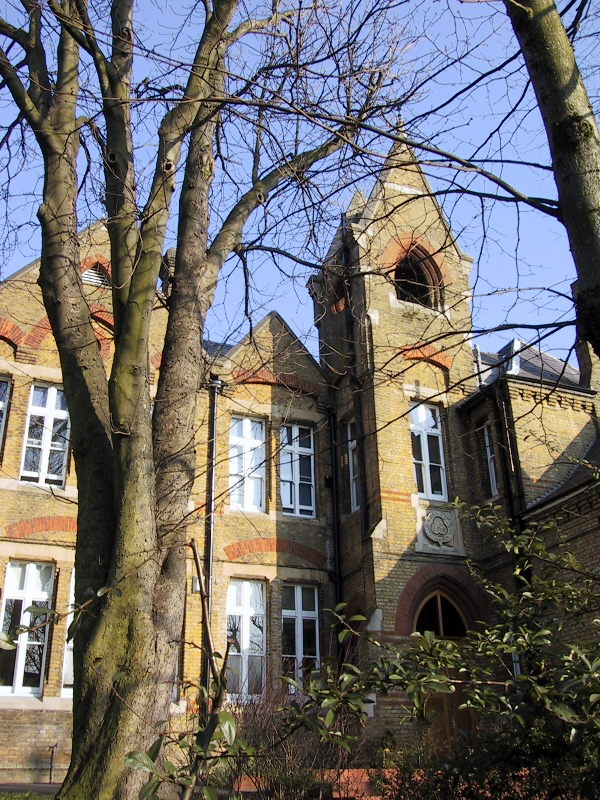
Haberdashers' Aske's Hatcham College.

The Haberdashers' Aske's Boys' School (HABS) es una escuela independiente británica para niños de entre 4 y 19 años de edad. Es un miembro de la Conferencia de Headmasters Headmistresses y del Grupo Haileybury.
Aproximadamente la quinta parte de los estudiantes van después a las universidades de Oxford y Cambridge, lo que sitúa a la escuela como la 19.ª del país en términos de admisiones en Oxbridge admissions. En 1997 tanto el Daily Telegraph como el Daily Mail consideraron Haberdashers' la mejor escuela del país, en 2001 fue para el Sunday Times "escuela independiente del año".
La escuela fue fundada en el año 1690 por una Carta Real entregada a la Worshipful Company of Haberdashers para restablecer un "hospital" para veinte internos con £32.000 del legado de Robert Aske (£4,300.000 en dinero actual). La escuela se reubicó desde el local del antiguo hospital en 1903 y actualmente ocupa 104 acres de un cinturón verde de parque en Elstree. En su centro se encuentra Aldenham House, una casa señorial calificada en grado 2* que anteriormente perteneció a Vicary Gibbs y comprada a Lord Aldenham. En años recientes, la escuela ofreció alojamiento a una proporción de los estudiantes del colegio, pero ahora se ha convertido en un internado total.
La música es una actividad muy popular dentro de la escuela con más de la mitad de los niños tocando al menos un instrumento. La escuela tiene tres orquestas, numerosas bandas y muchos grupos menores, algunos de ellos administrados por los estudiantes. El deporte también es una actividad principal en la escuela, con una plétora de equipos diferentes y variedad de deportes, desde el cricket al rugby o el squash.
Sacha Baron Cohen estudió aquí.